# Aperlae
Aperlae (łac. Dioecesis Aperlitanus) – stolica historycznej diecezji w Cesarstwie Rzymskim (prowincja Licja), współcześnie w Turcji. Od 1933 katolickie biskupstwo tytularne (wakujące od 1967).

## Biskupi tytularni
| Lp. | Biskup                                     | Funkcja                             | Od              | Do            |
| --- | ------------------------------------------ | ----------------------------------- | --------------- | ------------- |
| 1   | Ferdinando Baldelli                        | urzędnik Kurii Rzymskiej            | 22 lipca 1959   | 20 lipca 1963 |
| 2   | Felicissimus Alphonse Raeymaeckers OFMCap. | biskup pomocniczy Lahaur (Pakistan) | 5 sierpnia 1963 | 12 marca 1967 |